# Емре Айдин
Емре Айдин (тур. Emre Aydın; народився 2 лютого 1981, Испарта, Туреччина) — турецький співак і автор пісень. Один із найпопулярніших виконавців, колишній соліст турецького рокгурту 6. Cadde. Переможець на MTV Europe Music Awards 2008 року в категорії «Найкращий європейський виконавець».
Найвідоміші пісні — «Kim Dokunduysa Sana» (Хто ще тебе торкався) and «Git» (Йди), «Belki Bir Gün Özlersin» (Може одного дня ти втратиш), «Bu Kez Anladım» (Цього разу я зрозумів), «Dayan Yalnızlığım» (Чекай, моя самотносте).

## Біографія
Емре Айдин народився у місті Испарта 2 лютого 1981 року в родині фармацевтів Сабана і Нермін Айдин. Потім сім`я переїхала до Антальї. Ще в дитинстві Емре навчився грати на сазі, згодом і на гітарі. Закінчив Анатолійський ліцей Антальї і навчався на економічному факультеті Університету Дев`ятого Вересня у місті Ізмір.
У 2016 році він одружився з Едою Кьоксал, з якою тривалий час зустрічався.

## Кар`єра
У 1999 році Емре Айдин з кількома студентами сворили гурт 6. Cadde (спочатку називався EQ) і записали дві пісні Rüyamdaki Aptal Kadın (Жінка моєї мрії) і Tesadüfen (Шанс).
У 2002 році Емре звернув увагу на рекламу музичного конкурсу Sing Your Song (Виконай власну пісню) на регіональному телевізійному каналі Show TV. Разом із другом Онуром Ела вони представили пісню Емре Dönersen (Якщо ти повернешся) і перемогли. Universal Music внесло цю пісню до альбому вибраного, а з їхнім гуртом 6. Cadde Universal Music Turkey підписала контракт.
У 2003 році в Стамбулі гурт записав перший професійний альбом, продюсером якого став Галук Куросман. 

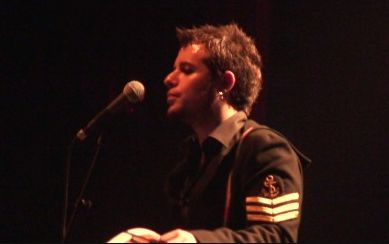
Емре Айдин у Кельні, Німеччина, лютий 2008 року.

Після розпаду 6. Cadde Емре повернувся до Ізміра, де у нього настав складний період життя, від проблем в університеті до особистого життя. У цей час він написав більшість пісень для свого першого сольного альбому «Afili Yalnızlık» (Показна самотність), який було записано в 2006 році на студії GRGDN в Стамбулі компанією Sony BMG. Альбом отримав велике визнання, Емре Айдин здобув кілька нагород і записав кліпи.

## Альбоми
- 6. Cadde (2003)
- Afili Yalnızlık (2006)
- Kâğıt Evler (2010)
- Beni Biraz Böyle Hatırla (2012)
- Eylül Geldi Sonra (2013)
- Ölünmüyor (2016)
- Sen Beni Unutamazsın (2016)